# Доротея Датская (герцогиня Пруссии)
Доротея Датская (дат. Dorothea af Danmark; 1 августа 1504, Готторп, Шлезвиг — 11 апреля 1547, Кёнигсберг) — датская принцесса, жена первого прусского герцога Альбрехта.

## Биография
Доротея была дочерью герцога Фридриха Голштинского и Анны Бранденбургской. После того, как в 1523 году её отец стал королём Дании, был предложен проект её брака с герцогом Ричардом де ла Полем, претендентом на престол Англии, последним из Йоркской династии. Этот проект поддерживал французский король Франциск I, но из него ничего не вышло.
В 1525 году поступило предложение о браке из новообразованного герцогства Пруссия. Брак был организован немецким канцлером её отца Вольфгангом фон Утенхофом, и состоялся в феврале следующего года. В июне 1526 года Доротея прибыла в Кёнигсберг, и у неё сложились хорошие отношения с мужем. Пока на датском престоле царствовали её отец и её брат, Доротея обеспечивала хорошие отношения между королевством Дания и герцогством Пруссия. Альбрехт и Доротея поддерживали активную переписку с Кристианом III, служили его политическими советниками и присутствовали при его коронации в Копенгагене в 1537 году, были крёстными родителями племянника Доротеи — Шлезвиг-Гольштейн-Зондербургского герцога Ганса II.
Доротея скончалась в 1547 году. В Кёнигсбергском соборе был поставлен памятник в её честь.

## Семья и дети
12 февраля 1526 года Доротея вышла замуж за Альбрехта Прусского. У них было шестеро детей:
- Анна София Прусская (1527—1591)
- Екатерина (1528)
- Фридрих Альбрехт (1529—1530)
- Люсия Доротея (1531—1532)
- Люсия (1537—1539)
- Альбрехт (1539)